# Francisco de Berria
Francisco de Berria (ur. ok. 1574, zm. 1622) – hiszpański podróżnik i odkrywca, syn Antonio de Berrio.
Francisco de Berria był kontynuatorem wypraw swojego ojca w poszukiwaniu mitycznego Eldorado. Do roku 1606 zorganizował i poprowadził kilka wypraw na Wyżynę Gujańską, badając tym samym wszystkie dopływy rzeki Orinoko. W roku 1606 wyjechał do Hiszpanii by uzyskać potwierdzenie swoich tytułów. Po ich otrzymaniu, w drodze powrotnej, na jego statek napadli korsarze mauretańscy i Francisco de Berria trafił do niewoli w Algierze, gdzie około roku 1622 zmarł.